# Токарєва Надія Володимирівна
Токарєва Надєжда Владіміровна (словен. Nadežda Tokareva; нар. 27 листопада 1977, Пенза, РРФСР, СРСР) — російсько-словенська скрипалька та музичний педагог. У різний час була солісткою Московської державної академічної філармонії, виступала з провідними симфонічними оркестрами світу. Лауреатка кількох міжнародних конкурсів.

## Життєпис та кар'єра
Закінчила з відзнакою Пензенське музичне училище в 1996 році (клас Заслуженого працівника культури РФ Л. С. Ромадіна), пізніше — Московську державну консерваторію ім. П. І. Чайковського, у 2001 році (клас Народного артиста СРСР, професора Е. Д. Грача). Продовжила освіту в асистентурі-стажуванні (закінчила у 2003 р).
Репертуар скрипальки охоплює понад 40 скрипкових концертів і величезну кількість камерної музики. Стилі — джаз, фолк, танго. Надєжда Токарєва  є авторкою декількох скрипкових перекладень і оркестровок, скрипкових прем'єр. У своєму портфоліо має записи на Державному радіо Словенії, дає майстер-класи, концертує за кордоном.

### Концертна діяльність
З березня 1999 по 2012 рр. - солістка Московської державної академічної філармонії.
Виступала на концертних майданчиках Москви, таких як Великий, Малий, Рахманіновський зали консерваторії, Концертний зал ім. П. І. Чайковського, Светлановский і Камерний зали ММДМ, Будинок Уряду РФ та ін. у багатьох містах Росії (Санкт-Петербург, Казань, Єкатеринбург, Самара та ін.) і за кордоном (країни Європи, Ізраїль, Марокко, Єгипет, Туреччина, Китай, В'єтнам, Північна і Південна Корея, Японія, США ) з такими колективами: ГАСО ім. Е.Светланова, АСО Московської філармонії, МГАСО п / у П.Когана, Російський державний симфонічний оркестр кінематографії, симфонічний оркестр Москви «Російська філармонія», Санкт-Петербурзький державний симфонічний оркестр «Класика», Національний симфонічний оркестр Польського радіо, Симфонічний оркестр Словенського радіо і телебачення, Академічний оркестр російських народних інструментів ВГТРК, оркестр народних інструментів імені Н. П. Осипова, Камерний оркестр Падуї та області Венето (OPV) (Італія), Київський камерний оркестр та ін.
Як концертмейстер і солістка, спільно з Симфонічним оркестром Радіо і Телебачення Росії, проводила тури по США. Її партнерами по сцені в різні роки були такі диригенти, як Олександр Ведерников, Павло Сорокін, Павло Коган, Сергій Скрипка, Роман Кофман, Володимир Понькін, Костянтин Кримець, Мурад Аннамамедов, Фелікс Коробов, Олександр Кантор, Роберт Деббаут (США), Богуслав Давидов (Польща), Агнешка Дучмал (Польща), Антон Нанут (Словенія), Андрес Мустонен (Естонія) і багато інших.
Першою в Росії виконала «Російський концерт» Едуарда Лало, концерт для скрипки Пеетера Вяхі, сонату для скрипки і фортепіано № 2 Валерія Арзуманова (присвячена Н. Токарєвій). Перший виконавець концерту для скрипки Гуго Вольфа. 8 квітня 2017 року, в день 325-річчя Джузеппе Тартіні, в Будинку Тартіні в Пірані (Словенія), відбувся концерт, присвячений цьому ювілею. На скрипці, що належала Тартіні та зберігається в Будинку-музеї, Надєжда Токарєва виконала «Диявольські трелі», а також ряд творів італійських авторів. Концерт транслювався у прямому ефірі на Радіо Словенії.

### Кар'єра
З 2002 року поєднувала концертну діяльність з викладацькою роботою в Московській консерваторії в якості асистентки професора Е. Д. Грача, а з 2006 року вела власний клас. З 2010 по 2013 р — доцентка і секретарка кафедри скрипки МДК ім. П. І. Чайковського (кафедра Народного артиста СРСР, професора Е. Д. Грача).
З 2006 по 2009 р — запрошена професорка Університету Курасіки Сакуйо, Японія.
З 2011 по 2013 — доцентка кафедри скрипки Державної класичної академії ім. Маймоніда в Москві.
У сезоні 2011/2012 — концертмейстерка Симфонічного оркестру радіо і телебачення Словенії.

### Діяльність у Словенії
З 2011 року живе у Словенії, де продовжує свою концертну та педагогічну діяльність. 27 вересня 2012 року в Любляні повинен був відбутися ювілейний концерт всесвітньо відомого словенського диригента Антона Нанута, в програмі брав участь піаніст Іван Скрт з Третім фортепіанним концертом С. В. Рахманінова. Напередодні, пізно ввечері, керівництво Симфонічного оркестру Радіо і Телебачення Словенії попросило Надєжду Токарєву терміново замінити соліста, з огляду на його непідготовленість до концерту. На концерті Надєжда Токарєва виконала Скрипковий концерт П. І. Чайковського. Республіка Словенія високо оцінила заслуги артистки і надала їй словенське громадянство.

## Нагороди
Лауреат міжнародних конкурсів:
- III премія VII Міжнародного конкурсу скрипалів Клостер-Шонталь (Німеччина, 1997)[15]
- Гран-прі I Міжнародного конкурсу «Скрипка Півночі» (Якутськ, 1997)
- I премія II Міжнародного конкурсу ім. А. І. Ямпільського (Пенза, 1999)
- Спецприз XII Міжнародного конкурсу імені П. І. Чайковського (Москва, 2002)
- Спецприз Міжнародного конкурсу скрипалів імені М. Лонг і Ж. Тібо (Париж, 2002)[16]
- II премія I Московського міжнародного конкурсу скрипалів імені Н. Паганіні (Москва, 2003)[17]
- Переможець в номінації «інструменталісти» на фестивалі «Квітнева весна» в Пхеньяні (КНДР, 2006).

## Дискографія
- 2004 — Ешпай А. Я. Концерт № 3 для скрипки з оркестром (Музичне видавництво «Гармонія»)[18]
- 2005 — Моцарт В. А. Концерт для скрипки з оркестром D-dur, KV 211 (Dowani International, DOW 04513-400)[19]
- 2015 — Петрич І. Усі твори для скрипки і фортепіано (Ars Slovenika, Ed. DSS 2015102)[20]